# MiNT
MiNT (MiNT is Now TOS)はAtari STとそれ以降の機種のための自由ソフトウェアのオペレーティングシステムカーネルである。フリーのシステムコンポーネントであるfVDI (デバイスドライバ)やXaAES (GUIウィジェット)、TeraDesk (ファイルマネージャ)と組み合わせ、MiNTはフリーでTOSと互換性を持ち、TOSと置き換えることができる、マルチタスクが可能なオペレーティングシステムとしてはたらく。
MiNTは元は「MiNT is Not TOS」(GNUがGNU's Not Unixの略であるのと同じように)としてEric Smithによってリリースされた。アタリはMiNTをAtari Falconのリリースに際して公式な代替カーネルとして採用した。その際、MiNTは「MiNT is Now TOS」の略であると若干変更された。アタリはMiNTにAES 4.0 (GEMのマルチタスク可能バージョン)をバンドルし、MultiTOSと名付けた。アタリがコンピュータ市場から撤退すると、MiNTの開発はボランティアによって続けられた。現在、Eric Smithからの要請により、正式名称はFreeMiNTと変更されている。これは、アタリがリリースしたバージョンと識別できるようにするのが目的であった。
いくつかのディストリビューションが作られており、RPMベースのSpareMiNTが最も有名な例である。Debian GNU/MiNTの移植も進められている。

## 歴史

### MiNT — TOSをUnixにする
ST以降の機種全てにおいて、アタリはROMからTOSをロードするアプローチに留まっていた。TOSは進歩しても、多くの場合、シングルタスクのオペレーティングシステムであった。TOSのAESは、3次元のオブジェクト、色付きのアイコンなど多くを扱えるようにアップグレードされ、システムの残りの部分もゆっくりと現代的で強固になっていった。しかし、アタリによる最後のコンピュータである1992年発表のFalcon 020でも、シングルタスクのオペレーティングシステムであるTOSはROMに搭載され、ディスクベースのソリューションは始まっていたようには見えなかった。
1990年に戻ってみると、カナダ人のプログラマであるEric Smithが最初のバージョンのMiNTと呼ばれるプログラムをリリースしていた。MiNTは「MiNT is Not TOS」の再帰的頭字語であった。EricはSTへのGNU C ライブラリと、GNUソフトウェアの移植に取り組んだ。すぐに Unix向けに書かれたプログラムをTOSに移植するのは難しいことが分かった。TOSはUnixの持つ機能の多くを持っていなかったためである。彼にとってTOSに欠けている機能を追加する方が、彼が移植したいと考えている全てのUnixプログラムへのパッチを作成するより簡単であった。こうしてMiNTが生まれた。
プログラマのしたことは、TOSの大部分をプリエンプティブなマルチタスクを扱えるように書き換えることだったが、したのはそれだけではなかった。EricはそれをUnixに非常に似たやり方で設計し、他のプラットフォームのUnixソフトウェアをMiNTに移植するが簡単になるようにした。
しかし、初期のMiNTはほとんどのエンドユーザとって非常に制限されたものであった。1つのGEMアプリケーションを実行しながら、AESを使わないテキストベースのプログラムをマルチタスクで実行できるだけであった。しかし、この制限はほとんどはAESとGEMに残されたものであった。MiNT自体は、すでに相当な程度のUnix互換の環境を提供するプリエンプティブなシステムとなっており、同時に、TOSとの互換性も保たれていた。MiNTがインターネット上でリリースされたことにより、EricはMiNTをさらに発展させたいと考えている世界中の開発者とつながりも持てるようになった。Allan Prattのようなアタリの従業員も参加し、Allanは実際にMiNTにATari TTのサポートを追加した一人となった。

### TOSはマルチタスクへ — MultiTOS
1990年代の初め、アタリはマルチタスクは将来のために必要であることに気づいていた。そして、TOSをマルチタスクオペレーティングシステムにするための方法を探し始めていた。Allan PrattはすでにMiNTに親しんでいたため、AllanはMiNTを新しいオペレーティングシステムのベースとして使用するべきと提案していた。
TOSを完全に置き換えるつもりはなかったが、MiNTは新しいオペレーティングシステムのカーネルとなった。正式なリリースの準備段階で、多くのことがMiNTの内部で構成し直され、メモリ保護が追加された。Allan Prattが突然アタリを退職すると、Eric自身が雇用されカーネルは完成された。マルチタスク環境を管理するためには、アタリは一度に1つのアプリケーションしか実行できないという制限のないAESの代替品も開発しなくてはならなかった。新しいオペレーティングシステムはMiNTとAES 4.0からなっており、MultiTOSという名前でバンドルされた。MiNTの頭字語も「MiNT is Now TOS」に変更された。MultiTOSは1993年の始めにリリースされ、アタリのユーザにマルチタスクオペレーティングシステムとして提供されたが、いくつかの致命的な結果を持っていた。システムは非常に低速だったのである。

### TOSの終焉
MultiTOSはアタリによってリリースされた最後のバージョンのTOSとなった。アタリは長く待たれていたTOS 5.0の社内でのベータバージョンをリリースした。これは、シングルタスクオペレーティングシステムであるが、完全なマルチタスクに対応するための準備がなされていたこのベータバージョンにはAES 4.1が含まれており、TOS 4.92と呼ばれていた。これはいくつかのFTPサーバに流出したが、明らかにエンドユーザ向けではなく、試してみた者には簡単に非常にバグが多く不安定であることが分かるものであった。MultiTOSでのアップデートされたバージョンのマルチタスク対応のGEMの後継(これもAES 4.1と呼ばれたが、TOS 4.92とともに配布されたものよりもより新しいバージョンである) は、開発者には配布されたが、突然の終わりを迎えることとなった。
ゲーム機であるAtari Jaguarへ経営資源の全てを向けるため、アタリはコンピュータの開発とサポートの全てを止めることを決断した。この決断がもう数年早くなされていたならば、TOSの物語はここで終わっていたかもしれない。しかし、2つのことがTOSをこの決断から救った。Ericは上司にアタリによるMiNTを制限の少ないライセンスでリリースさせ、興味のある人は誰でも自分のバージョンのオペレーティングシステムを再配布できるようにした。それに加え、インターネットが一般大衆に普及し始める時期にあたっており、すでに強力なMiNTのコミュニティが形成されていたため、インターネットによって、オープンソースによる開発はすばらしく良い状況となった。

## MiNTのコミュニティ
アタリがゲームに特化すると、それ以降のオペレーティングシステムの開発は、オープンソース活動かサードパーティの開発者にゆだねられた。オペレーティングシステムのカーネルであるMiNTのソースコードはすでに寛大なライセンスの下で入手可能であったが、マルチタスク可能なAES 4.1のソースコードは再三の要求されたにもかかわらず、アタリによって公開はされなかった。現在、アタリのユーザは誰かが新しいマルチタスク可能なGEMの後継が一から書かれるのを待たなければならない状態にある。一方、MiNTのソースコードは、誰でも自由にダウンロードし修正することができるが、MiNT自体は部分的にはアタリが著作権を保持しており、そのため、プロジェクトは「FreeMiNT」と改名された。しかし今日でも、FreeMiNTは普通は「MiNT」と呼ばれている。

## MiNT用のAES
Geneva:
Genevaはアメリカで始まった唯一のAESプロジェクトで、Gribnif softwareのプログラマであるDan Wilgaによるものである。Genevaの当初の目的は、TOSユーザにマルチタスク可能なAESを提供することであったが、TOS自体が一切のマルチタスク機能を持たないことから、協調的マルチタスクでしか実行できなかった。その代わりに、1993年6月のGenevaの最初のリリースでは、アタリのユーザはGEMアプリケーションを貴重なRAMの多くを使うことなくマルチタスク環境で使用することができた。これは商用製品であり、非常の良いデスクトップの代替品とみなされているNeoDeskにバンドルされていることが多い。しかし、GenevaはMiNTとも相性良く動作させることができ、プリエンプティブマルチタスク機能を提供する。GenevaとMiNTの組み合わせは当初はあまり安定していなかったが、最終のリリースでは状況は相当に改善された。
MiNA:
ドイツは常にアタリが強く支持さえている土地である。それはアタリのソフトウェア開発のほとんどがドイツでされているので、驚くには値しない。
MiNaと呼ばれる新しいAESを作るプロジェクトは、プログラマであるMartin Osiekaによって始められた。MartinはかつてWINXと呼ばれるTOSのバグを修正し、すばらしい新機能を追加する拡張機能を作成していた。これらの新機能の一部はアタリによる最後のAES 4.1にも実装されていないようなものである。MiNTに新しいユーザインターフェースが必要とされた時、それを提供するため、MartinはMiNAと名付けたプロジェクトを開始した。驚くことではないが、これは「MiNA is Not the AES」の略である。熱狂的なアタリに関する雑誌は、50人以上の開発者がMartinのプロジェクトを手助けするために協力していると伝えたが、Martinのアタリ製マシンが壊れてしまったことにより、ゆっくりと終焉をむかえた。
N.AES:
これもまたドイツで始められた。1994年、Jens Hiescherは元々はSignumと名付けられた似たようなプロジェクトを開始した。このプロジェクトは、ドイツの企業であるOverscanがこれを購入し、商業的に N.AES という名前でリリースしたことにより、すばらしく進行した。N.AESは 1990年代の終わりに最後のリリースがされ、当時は非常強固なMiNT用のAESとなった。また、アタリによる古いAES 4.1と比較し、多数の革新的な機能を持っていた。革新的な機能のいくつかについて挙げるならば、ウィンドウガジェット用のキーボードショートカットや、アプリケーションを隠すことのできる機能、メニューバーを隠すことができる機能などである。ほかにも、画面上のスペースを節約するために、メニューバーをマウスのフォーカスが外れたならば隠すような機能もあった。 
oAESis:
1995年にスウェーデンでChrister Gustavssonによって始められたプロジェクトである。プロジェクトはoAESisと名付けられ、実際にいくぶんか役に立つプロジェクトとなった。このAESは十分に将来が有望なものだと思われたが、最終的な製品は完全に成熟し安定した状態にはならなかった。いくらか時間が経って、プロジェクトはより大きな計画の組み入れられたOSISはLinux用のアタリのTOS/GEM互換環境を作ろうとするものである。OSISはoTOSis (TOSあるいはMiNTの代替品)、oAESis (AESの代替品)、oVDIsis (VDIの代替品)、oFBis (フレームバッファライブラリ)といったサブシステムからなっている。面白い情報として、OSISという名前はスウェーデン語のスラングで「不幸」を意味する。プロジェクトは2000年くらいまで進められていたが、参加していたプログラマが関心を失いプロジェクトを進める時間をとれなくなったようで止まってしまった。
XaAES:
このプロジェクトも1995年にはじまった。イギリスのプログラマであるCraig GrahamがMiNTのプリエンプティブマルチタスク機能の能力を活かすまともなユーザインターフェースがないことに失望したためである。
MyAeS:
これは、直近に始められたAESプロジェクトである。2003年5月にフランスでOlivier Landemarreによって開始された。最初のリリースは2004年2月であった。